# گرمه (خور و بیابانک)
گرمه، روستایی از توابع بخش مرکزی شهرستان خور و بیابانک در استان اصفهان ایران است.

## جمعیت
این روستا در دهستان نخلستان قرار داشته و براساس سرشماری سال ۱۳۸۵جمعیت آن ۲۴۴نفر (۶۹خانوار) بوده است.

## موقعیت جغرافیایی
گرمه یکی از روستاهای حاشیه کویر مرکزی ایران است و در موقعیت جغرافیایی ۳۱/۳۳ شمالی و ۵۵ درجه شرقی استان اصفهان قرار گرفته و از سطح دریا ۷۳۵ متر ارتفاع دارد.
ازمناطق زیبای و دیدنی این روستا می‌توان نخلستان‌ها و تالابی که از چشمه به وجود آمده و اطراف آن را درختان نخل پوشانده نام برد. قلعه ساسانی یکی از مهم‌ترین آثار باستانی موجود در این روستا می‌باشد که هنوز بعد از گذشت سالیان شکوه و عظمت خود را حفظ نموده است.

## توصیف
روستای گرمه در شرق استان اصفهان، سی کیلومتری جنوب خور و در کویر مرکزی ایران واقع شده است. ارتفاع این روستا از سطح آب‌های آزاد ۷۵۰ متر و آب‌وهوای آن در اثر مجاورت کویر خشک و گرم است. ناصر خسرو در سفرنامه خود نامی از آن برده است.
این روستای زیبا و دیدنی، جاذبه‌های بی‌شماری دارد که باعث شده جهانگردان فراوانی از اکثر مناطق جهان برای دیدن این جاذبه‌ها به گرمه روی آورند. گرمه، قدمت چندین هزار ساله دارد، چشمه آب معدنی آن هزاران سال است که از دل کوه می‌جوشد، در اطراف گرمه بیابان‌ها و مزارعی وجود دارد که در هر گوشه از آن دسته‌های شتر به راهپیمایی مشغول هستند، ریگ‌زارهای وسیع که شن‌های روان آن به هنگام باد به رقص در می‌آیند تماشایی است به قدری که دوست دارین لختی را بر زمین، دست به چانه نشسته و آن‌ها را تماشا کنید.
خانه‌های گرمه که در ردیف بر روی تپه‌های خاره بنا شده به مشرف به نخلستان آن باز هم یکی از همان دیدنی‌های ساده‌ای است که در عین ساده بودنش آدمی را مجذوب خود می‌کند.
آب گرمه از چشمه‌ای می‌تراود که در بلندی‌های شمال نخلستان قرار دارد.
مردم گرمه به زبان پهلوی صحبت می‌کنند که اصیل‌ترین و قدیمی‌ترین زبان ایرانیان است. مردمان بومی در زبان محلی و قدیمی خود آن را «هسب» می‌نامند.
گرمه منطقه‌ای ادیب پرور است و افراد گرانقدری چون یغما جندقی، شاعر عالی‌قدر و حبیب یغمایی، سراینده شعر روباه و زاغ، برخاسته از این منطقه هستند.
در فصل بهار و پاییز و زمستان بسیار خوش آب‌وهوا است. قلعه بسیار قدیمی و چهار طبقه گرمه متعلق به عهد ساسانیان، مرکز توجه اکثر باستان‌شناسان واقع شده است.
کوچه‌های تنگ و پرپیچ گرمه همراه با سابات‌های بسیار زیاد، توجه فیلم‌سازان را به خود جلب کرده است.
چشمه آب معدنی آن هزاران سال است که از دل کوه می‌جوشد و ماهی‌های زیادی در اطراف آن می‌گردند. کوهی فیل مانند دارد که در پای آن خاک سرخ است.

## اقتصاد کشاورزی
اقتصاد آن برپایه دامداری، کشاورزی و پرورش نخل و صنعت جهانگردی است.

### نخلداری
از آنجایی که به بار نشستن خرما از یک درجه حرارتی به بالا امکان‌پذیر است و کویرهای مرکزی ایران دارای زمستان‌های سردی هستند خرمای مرغوبی در آن‌ها به بار نمی‌شیند. اما گرمه از معدود روستاهای خور و بیابانک است که زمستان چندان سردی ندارد، به همین علت دارای نخلستان‌های زیادی است و خرمای بسیار خوبی دارد. نکتهٔ جالب و عجیب این است که درختان خرما در اینجا در کنار درختان زردآلو بار می‌دهند.
خرمای کرمانی آن به شهد و لطافت شهرت دارد. محصولات گرمه خرما، انگور، زردآلو، نارنج، پسته، بادام و مزارع وابسته به آن عبارتند از: خنج و دادکین، عروسان گلستان و نیشابور.

## گردشگری
امروز گرمه مرکز توریستی شهرستان خور و بیابانک است و هر سال صدها مسافر داخلی و خارجی از گرمه بازدید می‌کنند و این به همت جوانی پرتلاش به نام مازیار آل داوود و همسر فرانسوی او انجام یافته است. هتل «آتشونی» مازیار که خانه‌ای قدیمی و بازسازی شده است، پذیرای میهمانان است. همت مازیار نه‌تنها چهره و اقتصاد گرمه را دگرگون کرده بلکه در تمام منطقه اثرات مثبت اقتصادی و فرهنگی داشته و دیگرانی را برای سرمایه‌گذاری در صنعت گردشگری تشویق کرده است. مازیار پدر صنعت گردشگری در منطقه است.

### مکان‌های دیدنی روستا
قلعه، قبرستان کشته‌ها، امامزادگان و استودان گبرها از جمله آثار تاریخی و دیدنی روستای گرمه محسوب می‌شوند. بخصوص قلعه ساسانی که در مرکز روستا قرار دارد، یکی از دیدنی‌ترین بناهای تاریخی روستای گرمه خور است. قدمت قلعه و مسجد آن به هزاران سال پیش برمی‌گردد و دو امامزاده آن بسیار دیدنی است.